# Garay (departement)
Garay is een departement in de Argentijnse provincie Santa Fe. Het departement (Spaans:  departamento) heeft een oppervlakte van 3.964 km² en telt 19.913 inwoners.

## Plaatsen in departement Garay
- Cayastá
- Colonia Mascías
- Helvecia
- Saladero Mariano Cabal
- Santa Rosa de Calchines